# 139

139(백삼십구)는 138보다 크고 140보다 작은 자연수다.

## 수학
- 34번째 소수(素數)다. 앞의 소수는 쌍둥이 소수인 137, 다음 소수는 149이다.
- {\displaystyle 139=28+45+66}
  - 연속하는 세 육각수의 합으로 나타낼 수 있는 가장 작은 세 자리 수다. 이 성질을 지닌 앞의 수는 88, 다음 수는 202이다.
- {\displaystyle 139=19+23+29+31+37}
  - 연속하는 소수(素數) 5개의 합으로 나타낼 수 있는 수다. 이 성질을 지닌 앞의 수는 119, 다음 수는 161이다.
- {\displaystyle 139=2^{2}+3^{2}+4^{2}+5^{2}+6^{2}+7^{2}}
  - 연속하는 자연수 6개의 제곱합으로 나타낼 수 있는 수다. 이 성질을 지닌 앞의 수는 91, 다음 수는 199다.
- {\displaystyle 42^{3}-1}은 139로 나누어떨어진다.

## 과학
- NGC 139: 물고기자리 방향에 있는 막대나선은하.

## 교통

### 철도
- 수도권 전철 1호선 영등포역의 역번호.
- 대구 도시철도 1호선 해안역의 역번호.

### 도로
- 일본 139번 국도: 시즈오카현 후지시에서 도쿄도 니시타마군 오쿠타마정까지 이어지는 일본의 국도.
- 현도 제139호선

## 군사
- U-139: 독일의 군용 잠수함. 제1차 세계 대전에 사용된 1917년제 모델(영어판)과 제2차 세계 대전에 사용된 1940년제 모델(영어판)이 있다.

## 문화유산
- 대한민국의 국보 제139호: 김홍도필 군선도 병풍
- 대한민국의 보물 제139호: 평창 월정사 석조보살좌상 (해제)[a]
- 대한민국의 사적 제139호: 김포 문수산성

## 방송
- 스카이라이프의 메디컬TV 채널 번호.
- 지니 TV의 오르페오 채널 번호.
- B tv의 채널W 채널 번호.
- U+ TV의 채널칭 채널 번호.
- LG헬로비전의 YTN 사이언스 채널 번호.
- B tv 케이블의 OGN 채널 번호.
- KT HCN의 채널J 채널 번호.

## 기타
- 연도: 139년, 기원전 139년

### 내용주
1. ↑  해제 후 국보로 승격되었다.